# 萊茵河左岸

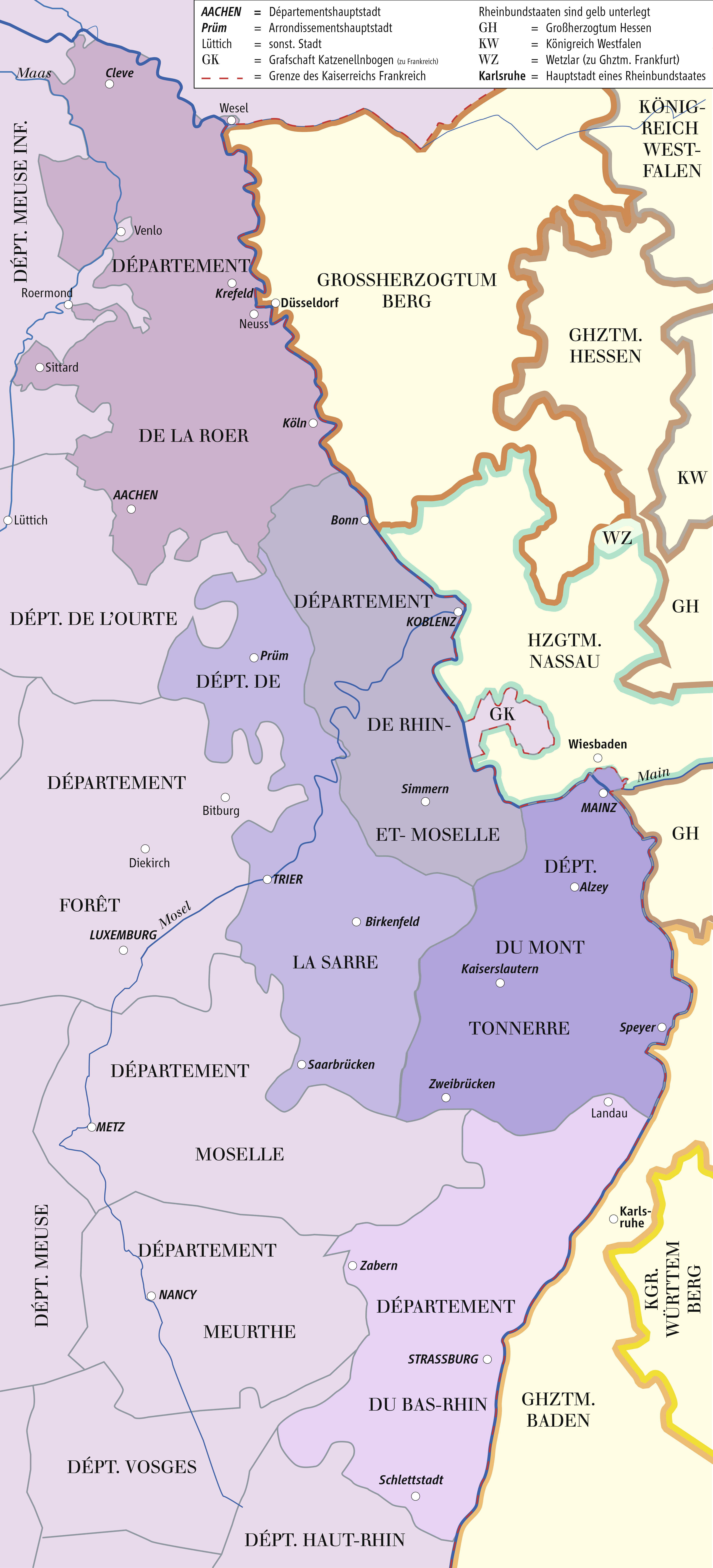
1812年的萊茵河左岸地區

莱茵河左岸（德语：Linkes Rheinufer，法语：Rivegauche du Rhin）是洛泰堡以北、位于德国的萊茵河西部，在第一次反法同盟战争期间被征服，并被法蘭西第一共和國吞併。
在法国建立锡斯莱茵共和国尝试失败后，莱茵河以西的领土被重组为法兰西第一共和国的几个省。1814年反法同盟战胜拿破仑一世后，这些领土暂时由中央行政部门(Zentralverwaltungs departement)管理。萨尔省和普法尔茨的兰道在拿破仑战争之前一直歸屬法國，但在维也纳会议的最后一项法案中被割让给同盟的成員國。領土成為了巴伐利亞王國的莱茵行政圈和黑森大公國的莱茵黑森(Rheinhessen)地區。
萊茵河左岸的北部地区併入了普鲁士，最初歸屬于利希-克萊沃-贝格和下莱茵大公国,它們在1822年時併入了莱茵省。萊茵河左岸長期在神圣罗马帝国的统治下，直到他们被法国占领(主要是在17世纪)，在法国在普法战争中战败后，萊茵河左岸于1871年恢复到新建立的德意志帝国。该地区的部分地区被合并为阿尔萨斯-洛林帝国领长达48年（1871-1919年），阿尔萨斯-洛林在第一次世界大战后被劃歸给法国。莱茵兰的其余部分由德国保留，尽管从1918年起在盟军占领下，然后从1920年到1925年被法国占领。二戰後,萊茵河左岸也被劃歸了法佔區直至聯邦德國成立。